# Germova ulica, Novo mesto
Germova ulica je ena od ulic v Novem mestu. Ulica se od leta 1955 imenuje po slikarju Josipu Germu. Ulica obsega pet hišnih številk, poteka pa od Glavnega trga do Šolske ulice. Od leta 1892 do 1955 se je imenovala Poštna ulica, še pred tem pa Za pošto.